# Philosophy (revue)
Philosophy est la revue savante du Royal Institute of Philosophy (en). Conçue pour être intelligible au lecteur non-spécialiste, elle est régulièrement publiée depuis 90 ans par Cambridge University Press et est éditée depuis janvier 2020 par Maria Alvarez et Bill Brewer (en).
La revue est fondée en 1926 pour « construire des passerelles entre les philosophes spécialisés et un plus large public éduqué ». Chaque numéro contient une section « Nouveaux livres » et un éditorial sur un sujet d'intérêt public ou philosophique.